# Дювал (округ, Флорида)
30°20′ пн. ш. 81°39′ зх. д. / 30.33° пн. ш. 81.65° зх. д.
Дювал (англ. Duval county) — округ (графство) на північному сході штату Флорида. Площа 2378 км².
Населення 864 263 особи (2010 рік).
Округ виділений 1822 року з округу Сент-Джонс.
У окрузі розташовані міста Джексонвілл, Джексонвілл-Біч й Атлантик-Біч. Округ входить до агломерації Джексонвіллю.

## Географія
За даними Бюро перепису населення США, загальна площа округу становить 918 квадратних миль (2 378 км²), з них 762 квадратних милі (1 974 км²) — суша, а 156 квадратних миль (404 км²) (17 %) — вода.

## Історія
Округ утворений 1800 року.

## Демографія
За даними перепису населення 2010 року в окрузі проживало 864 263 осіб. 56,6 % — білі, 28,9 % — чорношкірі або афроамериканці, 4,2 % — азіати, 0,5 % — корінні американці, 2,1 % — інші і 2,9 % двох або більше рас. 7,6 % були іспанцями або латиноамериканцями (будь-якої раси).